# Diocèse de Mazatlán
Le diocèse de Mazatlán (en latin : Dioecesis Mazatlanensis ; en espagnol : Diócesis de Mazatlán) est un diocèse de l'Église catholique du Mexique, suffragant de l'archidiocèse de Durango.

## Territoire

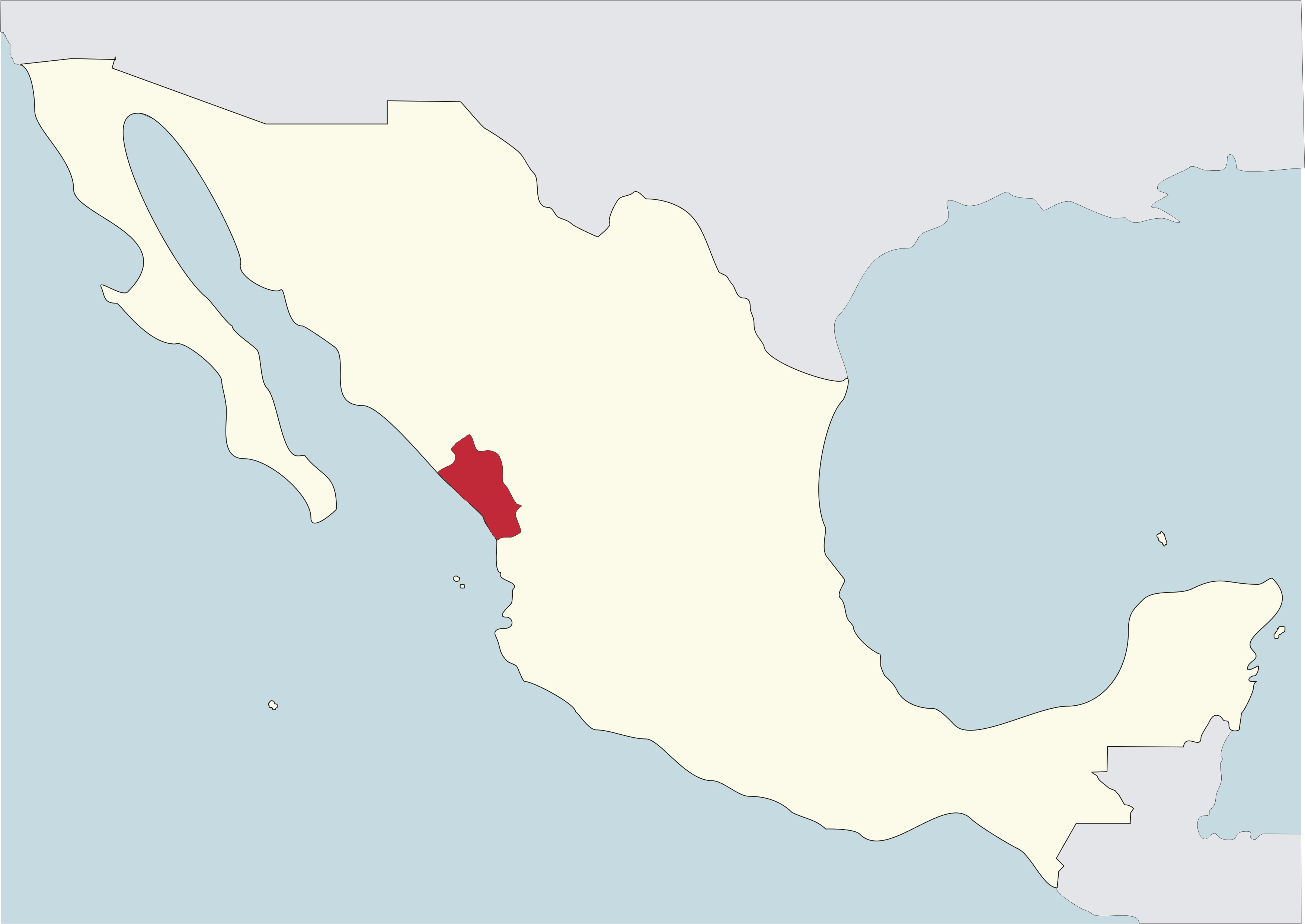
Diocèse de Mazatlán en rouge sur la carte du Mexique

Il comprend les municipalités de Concordia, Cosalá, Elota, El Rosario, Escuinapa, Mazatlán et San Ignacio de l'État de Sinaloa ce qui correspond à un territoire d'une superficie de 19 105 km2 divisé en 51 paroisses.
Le siège épiscopal est dans la ville de Mazatlán où se trouve la cathédrale-basilique de l'Immaculée-Conception (es).

## Historique
Le diocèse est érigé le 22 novembre 1958 par la constitution apostolique Qui hominum du pape Jean XXIII en prenant sur le territoire du diocèse de Sinaloa (aujourd'hui diocèse de Culiacán) et de l'archidiocèse de Durango dont Mazatlán devient suffragant.
Par la lettre apostolique Nullis maculi offuscata du 18 juin 1967, le pape Paul VI décrète que la Vierge Marie, vénérée sous le vocable de l'Immaculée Conception, ainsi que les apôtres Pierre et Paul, sont les saints patrons du diocèse.
Il cède une partie de son territoire le 10 juin 1968 pour l'érection de la prélature territoriale d'El Salto.

## Évêques
- Miguel García Franco (18 décembre 1958 - 8 mars 1981)
- Rafael Barraza Sánchez (19 octobre 1981 - 3 mars 2005)
- Mario Espinosa Contreras, depuis le 3 mars 2005